# نادين حيدر
نادين حيدر(17 أغسطس 1973-) إعلامية لبنانية 

## حياتها
حصلت على درجة الماجستير في تخصص الصحة العامة من الجامعة الأمريكية في بيروت.

### حياتها الأسرية
تزوجت من رجل مصري يدعى محمد بناني تعرفت إليه أثناء فترة عملها في إيطاليا إنتقلت معه لتقيم في مصر ورزقت منه بثلاثة أبناء 

## مشوارها المهني
انطلاقتها في مجال الإعلام كانت من خلال تلفزيون المستقبل يبحث عن مذيعة تقدم فقرة عن الصحة في برنامج عالم الصباح أثناء عملها مع «وزارة البيئة اللبنانية» ومع الأمم المتحدة في مشاريع لخدمة الطفولة فتقدمت وتم قبولها 

### عملها في شبكة راديو وتلفزيون العرب
انتقلت للعمل في شبكة راديو وتلفزيون العرب تلقت عرضا من المسؤولين فيها للانضمام إلى مركز المحطة الرئيسي في العاصمة الإيطالية روما فقبلت و سافرت بعد ثلاثة أشهر، أول ظهور لها على شاشة
كان في عيد ميلاد المحطة عام 1998 الذي أقيم في بيروت ،قدمت الحفل على الهواء مباشرة ،حصلت بعدها على دورة تدريبية لمدة شهر في اللغة العربية والإلقاء وطريقة الوقوف على المسرح و الكاميرا في القاهرة ، شاهدتها الإعلامية صفاء أبو السعود وإختارتها للعمل في قناة art الأفلام لأنهاكانت ترغب في وجوه جديدة ولهجات تمثل جميع العرب خاصة  بدأت عملها كمذيعة ربط للأفلام ثم قدمت برنامج 'ستديو الهوا' إنتقلت بعدها لمركز القاهرة بعد زواجها

## البرامج التي قدمتها
| اسم البرنامج     | عرض على          |
| ---------------- | ---------------- |
| صحتك             | تلفزيون المستقبل |
| ستديو الهوا      | إيه آر تي أفلام  |
| art هاوس         | إيه آر تي أفلام  |
| (V.I.P)          | إيه آر تي أفلام  |
| مكسرات           | إيه آر تي أفلام  |
| كاريوكي          | إيه آر تي أفلام  |
| ستديو مهرجان كان | إيه آر تي أفلام  |